# Николо Макиавели
Николо̀ ди Бернардо дей Макиавѐли (на италиански: Niccolò di Bernardo dei Machiavelli) е италиански философ, дипломат, политик и историк от Епохата на Ренесанса.
Той често е наричан „баща на съвременната политология“. В продължение на дълги години заема висши длъжности във Флорентинската република с отговорности в дипломатическата и военната сфера. Автор е и на комедии, карнавални песни и поезия, както и на обемиста лична кореспонденция. Макиавели е секретар на Втората канцелария на Флорентинската република от 1498 до 1512 г., когато Медичите не са на власт. Пише най-известната си книга „Владетелят“ (Il Principe) през 1513 г., когато Медичите са се върнали на власт и той е отстранен от политическия живот.
„Макиавелизмът“ е често използвано пейоративно определение за безскрупулни политици, като описваните от Николо Макиавели във „Владетелят“. Там той показва неморалното поведение като нечестността и убийствата на невинни като нормални и ефективни в политическия живот. Той дори изглежда го поощрява при определени обстоятелства. Книгата му става известна заради твърденията, че съдържа „зли препоръки за тираните, за да им помогне да запазят властта си“. В същото време много коментатори като Барух Спиноза, Жан-Жак Русо и Дени Дидро смятат, че в действителност Макиавели е републиканец дори когато пише „Владетелят“ и неговите произведения служат за вдъхновение в епохата на Просвещението на застъпниците на съвременната демократична политическа философия. Така например той отбелязва своето възхищение към самоотвержения римски диктатор Луций Квинкций Цинцинат.

## Биография
Роден е на 3 май 1469 г. във Флоренция, която по това време е практически независим град-държава в границите на Свещената Римска империя, управляван от фамилията Медичи. Баща му, Бернардо ди Николо Макиавели, е юрист и умира, когато синът му е на 16 години. Майка му се казва Бартоломеа ди Стефано Нели. Произхожда от старо, но не много богато семейство, произлизащо от някогашните маркизи на Тоскана. През годините негови членове са тринадесет гонфалониери на правосъдието –  членове на градското правителство, избирани с жребий с двумесечен мандат. В същото време той така и не получава пълно флорентинско гражданство.
Първоначалното си образование Николо Макиавели получава от баща си, който го учи на граматика, реторика и латински. Той не научава старогръцки, въпреки че по това време Флоренция е един от европейските центрове на гръцката филология. През 1494 г. става държавен служител. Малко по-късно от града е прогонена фамилията Медичи и е възстановено изборното управление. Макиавели участва в дипломатическото и военно управление на Флоренция, като между 1499 и 1512 г. участва в дипломатически мисии до дворовете на френския крал Луи XII, арагонския крал Фернандо II и до Папската държава. През 1502 г. се жени за Мариета ди Луиджи Корсини, с която имат шест деца (пет сина и една дъщеря).
През 1502 – 1503 г. е свидетел на кампанията на Чезаре Борджа, който по това време установява властта си в Централна Италия. Между 1503 и 1506 г. Макиавели ръководи флорентинската милиция, отговорна за отбраната на града. Изпитващ недоверие към наемниците, той е привърженик на съставената от граждани милиция. Възгледите му дават резултат през 1509 г., когато флорентинците удържат победа срещу Пиза.
Въпреки военните успехи на флорентинската милиция, през август 1512 г. родът Медичи, подпомаган от своя роднина папа Юлий II и от испански войски, възстановява властта си във Флоренция. Макиавели е освободен от постовете си, а година по-късно е обвинен в заговор срещу властта и е арестуван. Въпреки мъченията, той отказва да се признае за виновен и е освободен. След това се оттегля в своето имение в Сант Андреа ин Перкусина недалеч от Флоренция, където се отдава на литературна дейност. Освен най-известните си произведения – „Владетелят“ и „Беседи върху първите десет глави на Тит Ливий“, той пише още няколко книги, между които „Военното изкуство“, „История на Флоренция“ и „Мандрагора“ (пиеса, която се играе и до днес).
Макиавели умира на 21 юни 1527 г. във Флоренция на 58-годишна възраст. Мястото на гроба му е неизвестно, но в църквата „Санта Кроче“ е поставен посветен на него кенотаф с надпис „Никоя възхвала не е достойна за това име“ („TANTO NOMINI NULLUM PAR ELOGIUM“).

## Макиавелизъм
Макиавелизъм е, според Оксфордския речник, „използването на хитрост и двуличие в държавното управление или като цялостно поведение", произтичаща от италианския ренесансов дипломат и писател Николо Макиавели. Думата има сходна употреба в съвременната психология, където тя описва една от най-тъмните триадни личности, характеризиращи се с двуличие, свързано с цинични вярвания и прагматичен морал. „Макавелиански“ като дума става много популярна в края на 16 век, въпреки че „Макиавелизъм“ се цитира за пръв път от Оксфордския речник през 1626 г.

### Политически възгледи
Животът на Макиавели съвпада с епоха на дълбоки промени във Флоренция, както и в Италия. Ерата на градовете републики върви към своя край под натиска на институционално устроените териториални държави, а Италия става арена на конфликтите между династиите Валоа и Хабсбурги за хегемония в Европа. Политическите размишления на Макиавели възникват от тази констелация и в същото време се опитват да я овладеят и преодолеят. Те не произтичат от спокойна рефлексия, а са написани като политически съвети и указания, защото за него непосредственото политическо действие е било забранено поради освобождаването му от политическите постове и временното отстраняване от Флоренция. Наблюдаваната при Макиавели студена дистанция към политическите събития, пренебрежителното спокойствие, с което представя погрешните политически решения, и надменното благоволение, с което тълкува събитията, са по-скоро един принуден жест, отколкото израз на неговата фактическа вътрешна нагласа. Постоянно прозира неговата дълбока грижа за бъдещето на Флоренция и на Италия, след това перото му ръководят опасенията, че от безгрижие и некадърност могат да се пропуснат изгодни възможности за политическа промяна и убеждението, че знае кое е необходимо и обещаващо успех. Той сменя перспективата на цинично изглеждащ наблюдател с тази на политически борец и агитатор.
През 16. век, веднага след публикуването на „Владетелят“, Макиавелизмът се разглежда като епидемия, заразяваща северноевропейската политика, произхождаща от Италия, заразила първо Франция. Именно в този контекст клането през 1572 г. в Париж започва да се разглежда като продукт на Макиавелизма – мнение, силно повлияно от хугенота Иносан Жантийе, който публикува своя Discours Contre Machievel през 1576 г., която е отпечатана в десет издания на три езика през следващите четири години. Жантийе казва, погрешно според Сидни Англо, че „книгите на Макиавели са най-ценени от нашите италиански и италианизирани придворни“ във Франция (в думи на първия му превод на английски език), и така (в перифраза на Англо) „в основата на настоящата деградация на Франция, чиято кулминация е била не само в клането през 1572 г., но и в радостта на извратените почитатели“. В действителност има малка следа от Макиавели във френски писания преди клането, не че политиците записват намеренията си на хартия, до книгата на Жантийе, но тази концепция е използвана при от много съвременници и играе ключова роля в създаването на дълготрайна популярна концепцията за Макавелианизма.
Английският драматург Кристофър Марлоу е ентусиазиран поддръжник на този възглед. В „Евреина от Малта“ (1589 – 1590) „Макиевел“ говори Прологът, твърдейки, че не е мъртъв, но притежавал душата на Херцог дьо Гиз: „А, сега Гиз е мъртъв, дошъл от Франция / Да види тази земя, и да се весели с приятелите си“ (Prologue, стихове 3 – 4). Последната му пиеса, „Клането в Париж“ (1593) взима клането и годините след него като негова тема, с Херцога на Гиз и Катерина де Медичи и двамата изобразени като „макиавелисти“, заразени със зло още от самото начало.
„The Anti-Machiavel“ е есе на Фридрих Велики, крал на Прусия и покровител на Волтер, опровергаващо „Владетелят“ и Макиавелизма. За първи път е публикувано през септември 1740 г. няколко месеца след като Фридрих става крал, и е едно от многото такива произведения.
Съчиненията на Макиавели по теория на политиката са интерпретирани противоречиво в историята на политическото мислене и са използвани за противоположни политически цели. Според някои той е истински републиканец, който иска да предупреди народа за машинациите на владетелите и с това дава указания за защита на свободата. За други той е съветник на безскрупулни силови политици и един от теоретичните бащи най-напред на абсолютизма, а след това и на тиранията, който разрушава етическите обвързаности на класическата политика и поставя политиката само под максимата на непосредствения успех и дългосрочното увеличаване на властта. В Западна и Средна Европа през Ранното ново време той е бил четен като първия представител на теорията за държавния интерес, с която се изтласква класическата аристотелова представа за политиката, а политическата теория се ориентира към разширяване и гарантиране на характерната за Новото време властова държава. Приблизително по същото време представителите на републиканизма в Английската революция и по-късно отците – основатели на САЩ, го смятат за поддръжник на едно политическо партиципативно мислене, който с най-голяма яснота и изключителна острота е премислил основните принципи на една република, механизмите за нейното обновяване и предпоставките за нейното запазване. Проблемът пред всяка модерна интерпретация на Макиавели е, че една до друга съществуват две противоположни възприятия, които се позовават или на „Владетелят“, или на „Размишленията“.

## Произведения

### „Владетелят“
„Владетелят“ до голяма степен е сборник със съвети как от един „човек на съдбата“ да стане „човек на virtu (доблест)“, политик, утвърдил се със собствени сили и способности. Нужни са не предпазливо изчакване, умна тактика и висока степен на самообладание, а енергичност, решителност и безскрупулност, които Макиавели обобщава в гл. 25: „Смятам обаче, че е по-добре да бъдеш буен и смел, отколкото предпазлив, защото съдбата е като жена и ако искаш да я владееш, трябва да я малтретираш. Известно е, че тя по-често се оставя да бъде победена от такива хора, отколкото от тези, които се отнасят към нея без жар. И освен това както и жената, така и съдбата всякога е благосклонна към младите, защото са по-малко почтителни, по-самонадеяни и агресивни и с по-голяма дързост я укротяват“ (Владетелят, 129). Във „Владетелят“ Макиавели многократно привежда като модел за успешно действие Чезаре Борджа, което предвид неговите действия (от нарушаване на дадена дума до убийство) решително допринася за лошата му слава.
Погрешно често се смята, че „Владетелят“ (на тоскански: Il Principe, букв. на бълг.: „Принцът“ или „Князът“), най-известното произведение на Макиавели, разкрива идеите му за управлението на държавата. В действителност отпъденият от властта Макиавели посвещава трактата си на новия владетел на Флоренция, Лоренцо де Медичи. Макиавели се надявал Лоренцо да го вземе на служба и целия трактат има за цел да покаже в един подреден и конкретен стил, че авторът знае как се управлява държава и би бил един много добър държавен съветник. Макиавели не е взет на служба, но произведението му остава в историята като първия подробен анализ на изкуството на властта и най-вече на нейното запазване. Затова и Макиавели се смята за родоначалник на модерната политическа наука. От принципите на грубата сила и пренебрежението на моралните норми, изложени във „Владетелят“, идва и понятието Макиавелизъм. Макиавели използва парадоксален подход към политическите проблеми, чрез който прави две важни открития. Първото от тях е свързано с идеята на разума, която ни казва, че държавата не трябва да се идеализира, тя е такава, каквато е, и само реалният поглед върху нея може да ни помогне за упражняване на властта по правилен начин. Второто откритие представлява всъщност оценката, която Николо Макиавели дава на историческите владетели, а именно – притежаването както на положителни, така и на отрицателни качества. С това той ни показва, че тези исторически фигури също не трябва да бъдат идеализирани, а оценени напълно реално.
Чрез своят политически трактат „Владетелят“ Николо Макиавели напълно отрича отдавна господстващата идея за божествения произход на държавата и държавното управление. Той смята, че властта произтича от властолюбивите хора. Именно хората са тези, които определят същността на държавата. Разглеждайки съдбата на владетеля, Макиавели стига до извода, че добрите закони и войската стоят в основата на всеки вид държава. Той сравнява и човешкото поведение с това на животните: „На владетеля е необходимо да владее добре похватите на звяра. Той трябва да вземе пример от лисицата и лъва, защото лъвът е беззащитен срещу примката, а лисицата е беззащитна срещу вълците.“. Според Макиавели владетелят трябва да използва всякакви средства за постигане на своята цел: „Лъжата, вероломството, жестокостта са добри, когато са необходими за укрепването на властта.“. Той е привърженик на хитростта, ловкия разум. Оттам идва и понятието „Макиавелизъм“, което не е пряко употребено от Николо Макиавели никъде в неговото произведение, но е символ на коварството, хитростта и деспотизма. Исторически нерелевантно би било да се поддържа, че „Макиавелизъм“ е равнозначно на аморалност в политиката по две съображения: първо, Николо Макиавели разграничава основателно личния морал от политическия морал (вж „Беседи за първата декада на Тит Ливий“) и второ, конкретната историческа ситуация по негово време предполага много по-различни от днешните политически прийоми за защита и развитие на държавата.

### „Беседи...“
Беседите за първите десет книги на Тит Ливий, написани около 1517 г., публикувани през 1531 г., често наричани просто „дискурси“ или Discorsi, привидно са дискусия относно класическата история на ранния Древен Рим, въпреки че тя се отдалечава много далеч от тази тема и също така използва съвременни политически примери за илюстриране на гледни точки. Макиавели го представя като поредица от уроци за това как трябва да се създаде и структурира една република. Това е много по-голямо произведение от „Владетелят“ и макар по-открито да обяснява предимствата на републиките, то съдържа и много подобни теми от другите му произведения. Макиавели например отбеляза, че за да се спаси република от корупция, е необходимо тя да се превърне отново в монархия, използвайки насилствени средства. Той също извинява Ромул за убийството на брат му Рем и съуправителя Тит Таций, за да придобие абсолютната власт за себе си, тъй като той установява „цивилен начин на живот“. Коментаторите не са съгласни колко двете творби са съгласни помежду си, тъй като Макиавели често нарича лидерите на републиките „принцове“. Макиавели дори понякога действа като съветник на тирани. Други учени посочват преувеличени и империалистичните особености на републиката на Макиавели. Независимо от това тя включва ранни версии на концепцията за проверки и баланси, и отстоява превъзходството на една република над монархията. Този текст става един от централните текстове на съвременното Републиканство и често се спори, че е по-всеобхватно дело от „Владетелят“.

#### Първа книга
Макиавели отбелязва, че действията на Рим, както разказва Тит Ливий продължават или от „обществен съвет“ или от „частен съвет“, и че те се отнасят или за неща вътре в града или за неща извън града, при което се представят четири възможни комбинации. Той казва, че ще се въздържи в „Първа книга“ от тези неща, които са настъпили в града и от обществен съвет.
Предговора към „Първа книга“ обяснява защо Макиавели пише Беседи. Той отбелязва, че носи нови режими и поръчки, опасна задача поради мъжката завист, но мотивирана от желанието за работа за общото благо. Авторът също така казва, че работата му може да не е съвършена, но заслужава да бъде чута, защото това ще помогне на други след него в изпълнението на вижданията му. Той се твърди, че Италианският ренесанс е стимулирал желанието да се подражава на древните в тяхното изкуството, право и медицина, но никой не мисли за имитиране на древните царства или републики. Той проследява това до неправилно тълкуване на историята, която предлага, че имитация на древното политическо целомъдрие е невъзможно. Той декларира намерение си да се преодолее този изглед на древния свят като разглежда Ливий и съвременната политика. „Първа книга“ обхваща широк кръг от теми, свързани с държавното управление. Макиавели твърди, че различните теми са свързани с това как римляните провеждали своите вътрешните работи („Втора книга“, предговор).

#### Втора книга
Макиавели започва втората книга с друг предговор, който обяснява защо някои хора са очаровани от миналото и неудовлетворени от времената, в които живеят. Макар че са налице законните случаи на любов към миналото и презрение към настоящето, Макиавели също отбелязва, че често тези твърдения са погрешни. По-нататък той отбелязва, че неговите беседи, доколкото те славят миналото и осъждат много от практиките на италианската политика по негово време, не са погрешни, тъй като „добродетелите на миналото и заместник на настоящето е... така явно, че всеки го вижда...“ („Втора книга“, предговор). Макиавели завършва предговора като казва, че тази книга ще се занимава с отношенията на Рим с други държави. Като такава, книгата главно се занимава с това, което днес се нарича международни отношения. Най-дискутираната тема в тази книга е войната.

#### Други политически и исторически произведения
- Беседа над нещата от Пиза (1499)
- Начинът за лечение на непокорните валдичиански народи (1502)
- Описание на начина, по който херцог Валентино убива Вителоцо Вители, Оливерото да Фермо, синьор на Паголо и херцог на Гравина Орсини (1502)
- Беседа за осигуряването на пари (1502)
- Описание на нещата във Франция (1510)
- Колекция от вещите на Магна (1508 – 1512)
- Изкуството на войната (1519 – 1520)
- Беседа за реформиране на държавата Флоренция (1520)
- Обобщение на нещата в град Лука (1520)
- Животът на Кастручо Кастракани от Лука (1520)
- Флорентински истории (1520 – 1525)[10]

## Влияние
| „             | ... в обращение има около петнадесет издания на „Принцът“ и деветнадесет от „Беседи“ и френските преводи на всяко от тях. След като са включени обаче в индекса на забранените книги от папа Павел IV в 1559 г. тяхното публикуване почти спира в католическите райони с изключение на Франция. В периода между активното им публикуване и забраната им през 1559 и отново в индекса Тридентине през 1564 г. срещу Макиавели пишат трима основни автори: Те са английският католически кардинал Реджиналд Пол, португалският епископ Джеронимо Осорио, които в продължение на много години живеят в Италия, както и италианският хуманист и по-късно епископ Амброзио Катерино Полити. | “ |
| Робърт Бирлей | |   |

Идеите на Макиавели оказват дълбоко въздействие върху политическите лидери на Запад, подпомогнати от появата на новата технология на печатането. По време на първите поколения след Макиавели, основното му влияние е в нерепубликанските правителства. Сред повлияните в Англия според кардинал Пол са Томас Кромуел и Хенри VIII. Католическият император Карл V също притежавал трудовете му. Във Франция, след като първоначално реакцията е смесена, Макиавели е свързван с Катерина де Медичи и Вартоломеевата нощ. Както посочва Бирлей (1990:17), през XVI век католическите писатели „асоциират Макиавели с протестантството, докато протестантските автори го разглеждат като италиански и католически“. В действителност той оказва влияе и върху католически, и върху протестантски крале.
Една от най-важните ранни творби, критикуващи Макиавели, особено „Владетелят“, е на френския хугенот Иносан Жантийе (Innocent Gentillet), чиято книга често се цитира като Дискурс срещу Макиавели или Анти-Макиавели и е публикувана в Женева през 1576 г. Той обвинява Макиавели, че е атеист, а съвременните му политиците – че следват съветите му като един вид „Коран на придворните“ и че всеки придворен с някакво влияние във френския двор има подръка неговите творби.
Друга критика на Жантийе е насочена повече към самия дух на учението на Макиавели: той поставя под въпрос ефективността на неморалните стратегии (точно както прави самият Макиавели, макар че той обяснява как те понякога вършат работа). Темата се превръща в център на много следващи политически дискурси в Европа през XVII век. Това включва католическите контра-реформатори, както са обобщени от Бирлей: Джовани Ботеро, Джустус Липсисус, Карло Скрибани, Адам Концен, Педро де Рибаденейра и Диего Сааведра Фахардо. Тези автори разкритикуват Макиавели, но и го следват по много начини. Те приемат необходимостта „Принцът“ да се грижи за репутацията, и дори необходимостта от прилагане на хитрост и измама, но в сравнение с Макиавели и като по-късните модернистки писатели, те подчертават икономическия прогрес като много по-важен от по-рисковото начинание на войната. Тези автори са склонни да цитират Тацит, а не Макиавели като авторитет по политически въпроси и тази тенденция става известна като „тацитизъм“. „Черният тацитизъм“ подкрепя княжеската власт, докато „червеният тацитизъм“ подкрепя републиката и постепенно придобива все по-голямо влияние.
Модерният философски материализъм започва от поколението след Макиавели и се развива през XVI, XVI и XVIII век. Тази философия клони към Републиканизма, но както и при католическите автори, тя цени повече реализма на Макиавели и насърчението му да се прилагат новостите в опит да контролираме собствените си съдби, отколкото неговия възглед за войната и насилствените противоборства. В резултат на това възникват не само новаторска икономика и политика, но се развива и науката, което кара някои коментатори да твърдят, че Просвещението от XVIII век е „хуманистично“ преосмисляне на макиавелизма. Френсис Бейкън, положил основите на съвременния научен метод, основан на експеримента и реалния опит, вместо на метафизичните предположения, сочи Макиавели за свой предшественик. Освен върху Бейкън, влиянието на Макиавели е забележимо и при други важни фигури от епохата, например Жан Боден, Алджернън Сидни, Джеймс Харингтън, Джон Милтън, Спиноза, Русо, Хюм, Едуард Гибън и Адам Смит. Въпреки че името му не винаги се споменава като вдъхновение поради противоречивостта на идеите му, той е оказал влияние и върху други големи философи като Монтен, Декарт, Томас Хобс, Лок и Монтескьо.
През 17. век идеите на Макиавели се развиват и адаптират в Англия, където за кратко време се установява републиканска власт. Поради неговата подкрепа на републиканизма се твърди, че Макиавели е оказал непряко и пряко влияние и върху политическото мислене на Бащите-основатели на Съединените щати. Бенджамин Франклин, Джеймс Мадисън и Томас Джеферсън са последователи на републиканските идеи на Макиавели, когато се противопоставят на нововъзникващата според тях аристокрация, създавана от федералистката партия на Александър Хамилтън. Самият Хамилтън се учи от Макиавели относно важността на външната политика за вътрешната, но се различава от него по отношение на методите за оцеляване на републиката. Джордж Вашингтон е по-малко повлиян от Макиавели. Основателят, който може би най-много цени Макиавели като политически философ, е Джон Адамс, който обширно коментира възгледите му, в „Защита на конституцията на Съединените американски щати“ (A Defence of the Constitutions of Government of the United States of America). В този труд Джон Адамс хвали Макиавели заедно с Алджернън Сидни и Монтескьо, като философски защитник на смесеното управление (комбинация от демокрация, аристокрация и монархия). Според Адамс Макиавели реставрира емпиричния подход към политиката, а неговият анализ на фракциите е похвален. Адамс също се съгласява, че „човешката природа е неизменна и се ръководи от страсти“. Той приема и възгледа на Макиавели, че „всички общества са обект на циклични периоди на растеж и разпад“. Според Адамс на Макиавели не му достига само ясното разбиране за институциите, необходими за добро управление.

### 20 век
През 20. век италианският комунист Антонио Грамши е вдъхновен от трудовете на Макиавели върху етиката и морала и как те са свързани с държавата и революцията. В своя труд „Пасивната революция“ той разглежда как едно общество може да бъде манипулирано чрез контролиране на популярните представи за морала.
Йосиф Сталин чете „Владетелят“ и прави бележки по полетата.